# Uniondale (Nowy Jork)
Uniondale – jedna z 34 jednostek osadniczych w mieście Town of Hempstead w stanie Nowy Jork w hrabstwie Nassau w Stanach Zjednoczonych. Tutaj swoją siedzibę ma zespół New York Islanders.

## Informacje

### Ogólne
- Powierzchnia: 6,9 km²
- Ludność: 23 011 (2000)

## Sport
- New York Islanders zespół z NHL
- New York Dragons zespół z AFL
- New York Titans zespół z NLL